# Anna Hyatt Huntington
Anna Vaughn Hyatt Huntington (Cambridge, Massachusetts, 10 de marzo de 1876 - Redding, Connecticut, 4 de octubre de 1973) fue una escultora estadounidense.

## Primeros años
Su padre, Alpheus Hyatt, fue un profesor de paleontología y zoología en la Universidad de Harvard y el MIT, lo que fue un factor importante para despertar su interés por el mundo animal. Anna estudió inicialmente con Henry Hudson Kitson en Boston.
Más tarde estudió con Hermon Atkins MacNeil y Gutzon Borglum en la Liga de estudiantes de arte de Nueva York. Además de continuar sus estudios sobre el mundo animal en zoos y circos.

## Otras actividades
Huntington y su marido, Archer Milton Huntington, fundaron Brookgreen Gardens cerca de Myrtle Beach en Carolina del Sur. Fue miembro de la National Academy of Design y de la National Sculpture Society (NSS) y la donación de 100.000 dólares que realizó junto a su marido hizo posible la exposición celebrada por esta asociación en 1929. Ella había pasado en muchas ocasiones por España y era una apasionada de la cultura e historia hispánicas. Su marido era presidente y fundador de la Sociedad Hispánica de América y, junto con una estatua del Cid, donada a través de la Sociedad Hispánica de América, el matrimonio donó dos cuadros de Valdés Leal a la ciudad de Sevilla, lo que provocó que tanto ella como su marido fueran declarados hijos adoptivos de la ciudad.

## Monumentos públicos ecuestres
- Juana de Arco, 1915, Riverside Drive, en 93rd Street, Nueva York, Gloucester (Massachusetts) y Blois (Francia).

- El Cid, 1927, Hispanic Society of America en Nueva York, Palacio de la Legión de Honor en San Francisco, California, Washington D. C., Balboa Park en San Diego, California, monumento al Cid en Buenos Aires,[2] y el monumento al Cid en Sevilla. De esta última, el escultor Juan de Ávalos realizó una copia que se encuentra en la ciudad de Valencia.

- José Martí, 1950, Central Park, Nueva York. Desde finales del año 2017, existe una réplica exacta en el Parque 13 de marzo de la Ciudad de La Habana, realizada gracias a aportes y donaciones privadas de mexicanos, cubanos y norteamericanos. Inaugurada oficialmente el 28 de enero de 2018, día del natalicio de José Martí.

- Los portadores de la antorcha, 1954, aluminio, monumento situado en la plaza de Ramón y Cajal en la Ciudad Universitaria de Madrid, frente a la Facultad de Medicina de la Universidad Complutense.

- Los portadores de la antorcha, (bronce). Donada a la República de Cuba en 1956. Situada en la confluencia de la Avenida 20 de mayo y la Calzada de Ayestarán, en La Habana.[3]

- Los portadores de la antorcha, (bronce). Donada por la autora a la ciudad de Valencia (España) en 1964. Situada en la Avenida Blasco Ibáñez.

## Galería

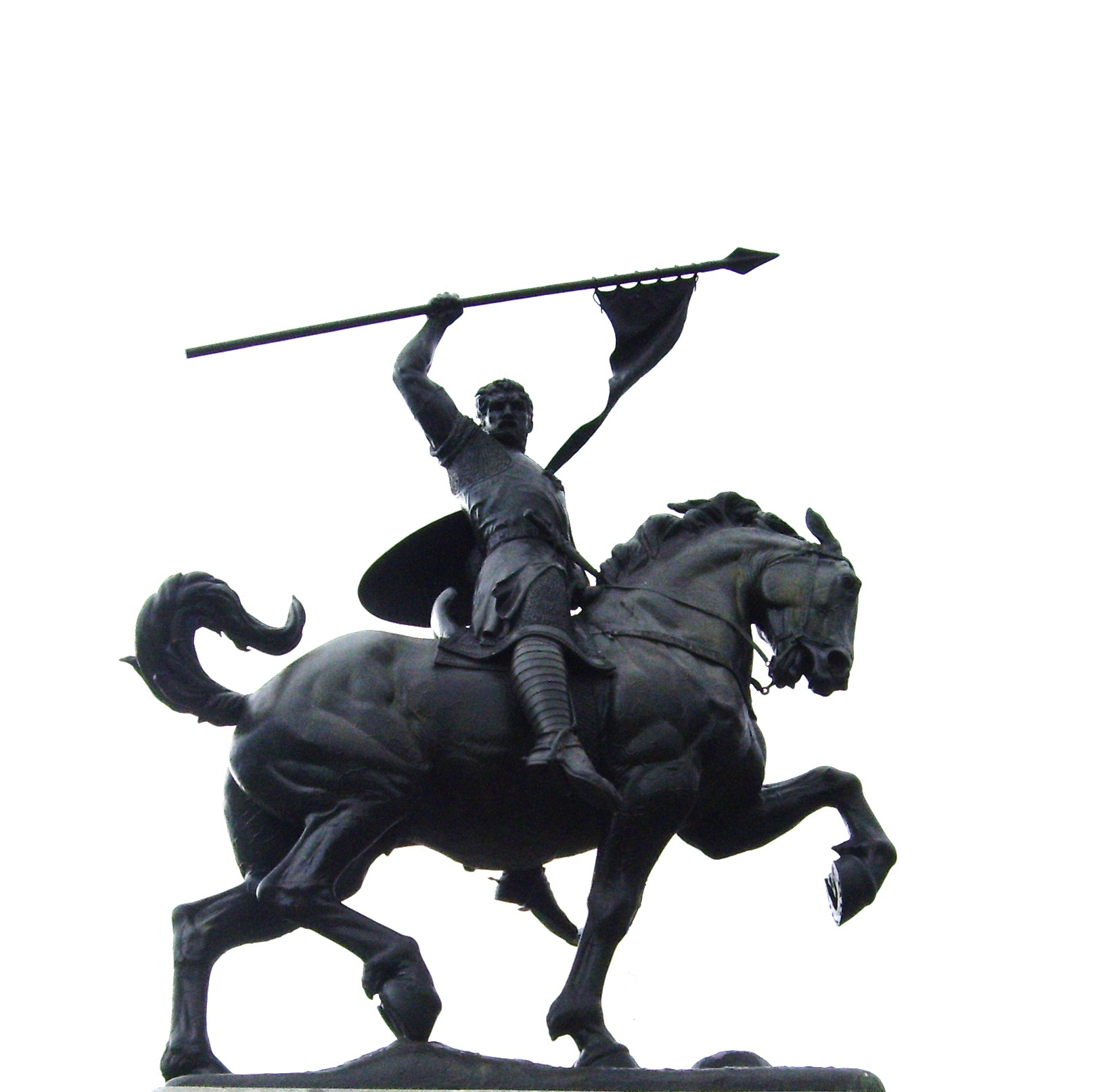
Estatua del Cid para Sevilla realizada en 1927. De esta estatua se encuentran réplicas en varias ciudades de Estados Unidos, en Buenos Aires y en Valencia.
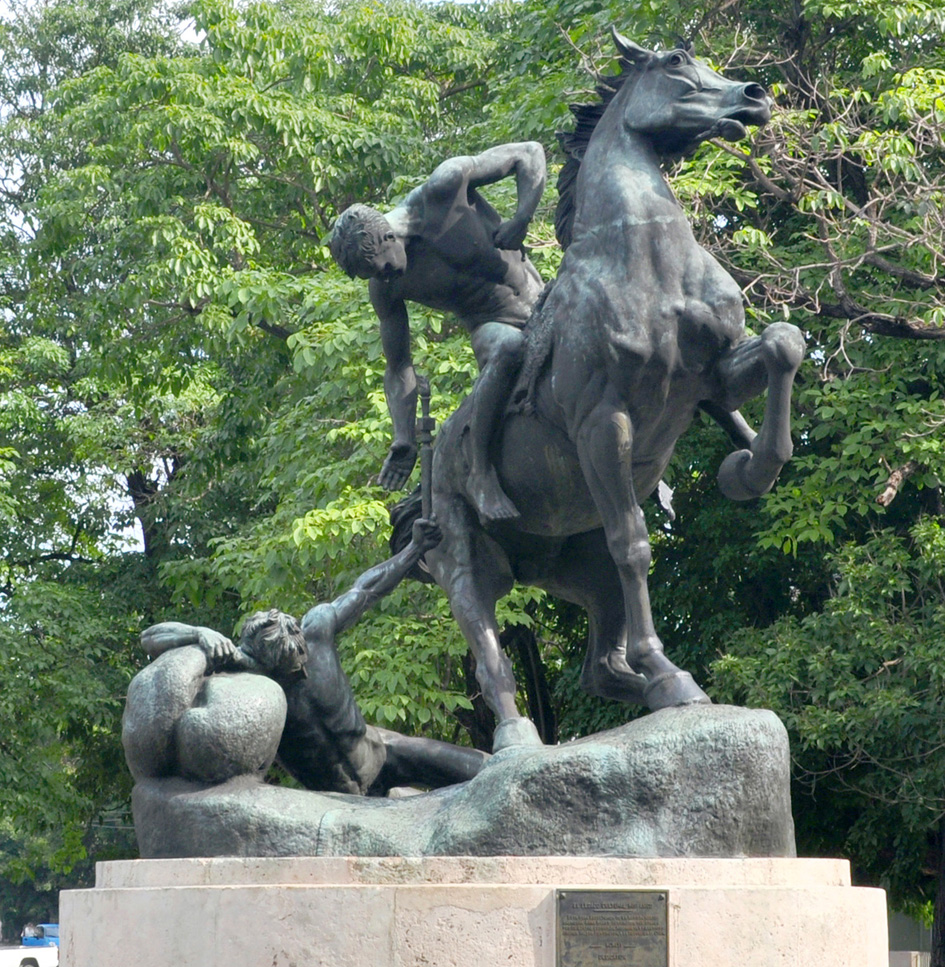
Los portadores de la antorcha (vista lateral).
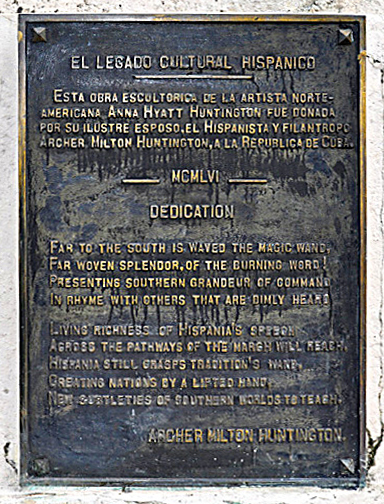
Placa en la base del monumento Los portadores de la antorcha en la Habana.